# R14 (Ghana)
De R14 of Regional Road 14 is een regionale weg in Ghana die de plaatsen Akatsi en Ziope met elkaar verbindt. De weg loopt door de regio Volta.
De R14 begint in Akatsi, waar de weg aansluit op de N1 tussen Tema en Lomé. Daarna loopt de weg naar Ziope, waar de R14 eindigt op de R10 tussen Ho en Dzodze.
R10 · 
R11 · 
R12 · 
R13 · 
R14 · 
R15 · 
R16 · 
R17 · 
R18 · 
R19 · 
R21 · 
R23 · 
R24 · 
R25 · 
R26 · 
R27 · 
R28 · 
R29 · 
R30 · 
R36 · 
R38 · 
R40 · 
R42 · 
R43 · 
R44 · 
R45 · 
R47 · 
R49 · 
R50 · 
R52 · 
R54 · 
R60 · 
R61 · 
R62 · 
R63 · 
R64 · 
R65 · 
R66 · 
R68 · 
R70 · 
R71 · 
R72 · 
R74 · 
R76 · 
R80 · 
R81 · 
R82 · 
R83 · 
R84 · 
R85 · 
R86 · 
R87 · 
R88 · 
R90 · 
R91 · 
R92 · 
R93 · 
R94
R100 · 
R101 · 
R103 · 
R104 · 
R105 · 
R106 · 
R107 · 
R108 · 
R109 · 
R110 · 
R113 · 
R114 · 
R116 · 
R121 · 
R122 · 
R123 · 
R124 · 
R125 · 
R126 · 
R127 · 
R128 · 
R129 · 
R131 · 
R132 · 
R180 · 
R181 · 
R182 · 
R184 · 
R201 · 
R202 · 
R204